# Sonyadora
Sonyadora là một chi bọ cánh cứng trong họ Chrysomelidae.
Chi này được miêu tả khoa học năm 1958 bởi Bechyne.

## Các loài
Các loài trong chi này gồm:
- Sonyadora amazonus (Weise, 1921)
- Sonyadora bivittata (Baly, 1878)
- Sonyadora flavicollis (Jacoby, 1888)
- Sonyadora longicornis (Weise, 1921)
- Sonyadora lucasia (Bechyne, 1956)
- Sonyadora octuguttata (Bowditch, 1925)
- Sonyadora ocularia (Bechyne, 1958)
- Sonyadora parilis (Weise, 1921)
- Sonyadora quadripustulata (Bowditch, 1925)
- Sonyadora rufula (Bowditch, 1925)
- Sonyadora seabrai (Bechyne & Bechyne, 1969)